# Elifio Eduardo Rosáenz
Elifio Eduardo Trece Rosáenz (Junín, Buenos Aires, 13 de octubre de 1916 - Mendoza, 9 de noviembre de 2001) fue un músico y docente argentino, autor de diversas obras de música de cámara, género al cual se dedicara, y también de otras de género popular.

## Formación profesional
Comenzó a temprana edad los estudios musicales bajo la dirección de su padre el Maestro Elifio Rosáenz, director del Conservatorio musical "Rosáenz" de Junín, sucursal del "Conservatorio de Música y Declamación Ibero-Americano de Buenos Aires. Egresó del Conservatorio Nacional de Música y Arte Escénico Carlos López Buchardo, de Buenos Aires, el 10 de mayo de 1940, con el título de Profesor Superior de Piano, Armonía, Solfeo y Teoría y fue distinguido con Medalla de oro por la Comisión Nacional de Bellas Artes al mejor egresado 1939.
En la misma casa de estudios, -conducida desde su fundación por el compositor Carlos López Buchardo - inició el cursado de la carrera de Composición. Recibió su formación musical de grandes maestros, entre ellos, Jorge Fanelli en piano, Athos Palma en pedagogía y los dos primeros cursos de armonía, Juan José Castro en Música de cámara, Abraham Jurafsky y Pascual de Rogatis en Solfeo, José Torre Bertucci en Contrapunto I, Ernesto de la Guardia en Historia de la Música y Vicente Fatone en Historia del Arte. En 1940 ingresó a la clase de Composición de José Andre. Completó la formación armónica con Palma y la de Contrapunto y Fuga con el español José Gil junto a otros docentes, que fueron a la vez excelentes compositores.

## Actividad profesional
Como músico fue un hombre de sensibilidad exquisita de oído absoluto, estudioso, dedicado con pasión y conocedor de la amplia gama estética y estilística desde la música polifónica y el temprano barroco hasta las tendencias modernas y contemporáneas. No desconoció el jazz, el folklore, la música ciudadana y los nacionalismos europeos y americanos. Capaz de improvisar al piano con mínimas células y recrearse al pasarlas de estilo en estilo.
Como pianista tuvo talento natural y una sólida formación, lo cual permitió abordar obras del repertorio tradicional como solista y realizar literatura a dos pianos - por él transcripta en las mayoría de las ocasiones - junto al maestro Emilio Dublanc, en la antigua Sala de Concierto de la Facultad de Filosofía y Letras, ubicada en la calle Rivadavia de la ciudad de Mendoza.
Como compositor sus obras para orquesta y coro son conocidas en el país y fuera de él. 
Como docente y pedagogo concientizó a varias generaciones de músicos, de la importancia del conocimiento armónico, formal y contrapuntístico.
Fundó y dirigió el coro de la Escuela de Comercio Martín Zapata.
Como director de la Escuela de Música, incorporó a los planes de estudio materia como Formas Musicales, Contrapunto II, Fuga y nuevas carreras como el profesorado en Teorías Musicales y el Profesorado en Percusión. Asimismo creó el Coro Mixto de la Escuela Superior de Música de la Universidad Nacional de Cuyo, origen del actual Coro Universitario de Mendoza, cuyo Primer Director fue el maestro KubiK.
Recibió diversas distinciones a lo largo de su carrera. Mario Masera opinó de Rosáenz:

"Fue uno de los mejores docentes con que contó la Escuela de Música en sus comienzos, en las áreas teóricas. Por la belleza de la música que compuso, y por su impulso al desarrollo de la actividad coral en la provincia. Entre otros, creó el coro del colegio Martín Zapata, cuyos ex-integrantes forman el Grupo Anacrusis que van a estar en la obra de Purcell. Y también dio los primeros pasos de lo que es hoy el Coro Universitario."

Entre sus obras "a la manera popular"  se encuentran Dos tangos románticos, compuestos en 1986 y dedicados a su esposa Ana Furgiuele, quien los estrenó dos años más tarde. El crítico, director y maestro Jorge Fontenla escribió sobre ellos:

"El compositor evoca la forma y contenido del tango porteño. El primero de ellos tiene una visión más poética y se acerca al denominado tango-canción. En el segundo el ritmo sincopado y los acentos se aproximan a la fisonomía moderna de esta danza"

## Catálogo de Obras

### Composiciones sinfónicas
- Tres movimientos sinfónicos para gran orquesta (1960)
- Danza del Viento y del Álamo (Ballet) (1961)
- Danza de los minerales (Ballet) (1962)
- Tríptico para Cuerdas (1963)
- Música para orquesta (1969)
- Homenaje (1973)

### Música para conjunto de cámara
- Cuarteto en Mi bemol Mayor, para piano, violín, viola y violonchelo (1951)
- Cuarteto en Do, para cuarteto de cuerdas (1966)

### Música para piano
- Sonata (1940-41)
- Pieza para piano (1940-41)
- Pequeño preludio. (ediciones Ricordi (1954)
- Suite (1940-41)
- Coral con variaciones (1940-41)
- Dos tangos "a la manera popular" (1986)

### Canto y piano
- Paisajes. (1948). Edición Universidad Nacional de Cuyo (1950)
- Pena india (1948). Edición Universidad Nacional de Cuyo (1948)

### Corales
- Ave María para coro mixto a capela (1954)
- El Quebradeño Carnavalito. Coro mixto (1975) (Hermanos Ábalos, Versión coral E. Rosénz). Editado por Jenson Publications 1982 - Editado por Walton Music Corporation
- Si queda una aurora poema coral para voces mixtas. (1974)
- Candombe coro mixto a capela. (1974)
- Cielito (1976)
- El hacedor y la niña coro y piano. (1978). Edición Aberdeen Music
- Canto de primavera (1980)
- Tu eres Pedro para coro mixto a capela (1987)
- Salve Regina para coro mixto a capela (1989)
- Misa para coro mixto a capela (1992)

## Premios y distinciones
| Año  | Trabajo nominado        | Premio                                                               | Categoría     | Resultado |
| ---- | ----------------------- | -------------------------------------------------------------------- | ------------- | --------- |
| 1952 | Paisajes                | Comisión Nacional de Cultura                                         | Canto y Piano | Ganador   |
| 1969 | Música para orquesta    | Nacional Composición musical                                         | Orquesta      | Ganador   |
| 1974 | Si queda una aurora     | Concurso Nacional de Composición Coral                               | Poema Coral   | Ganador   |
| 1981 | Candombe                | Distinción Arezzo, Italia. Mejor obra inédita de compositor viviente | Coro          | Ganador   |
| 1983 | Profesor Honorario      | Universidad Nacional de Cuyo                                         | Docente       |           |
| 1996 | Distinición Legislativa | Gral. Don José de San Martín                                         |               |           |
| 1997 | León de oro             | Asociación Cultural Italia I                                         | Música        |           |